# Denza N7
Denza N7 – elektryczny i hybrydowy samochód osobowy typu SUV Coupe klasy wyższej produkowany pod chińską marką Denza od 2023 roku.

## Historia i opis modelu

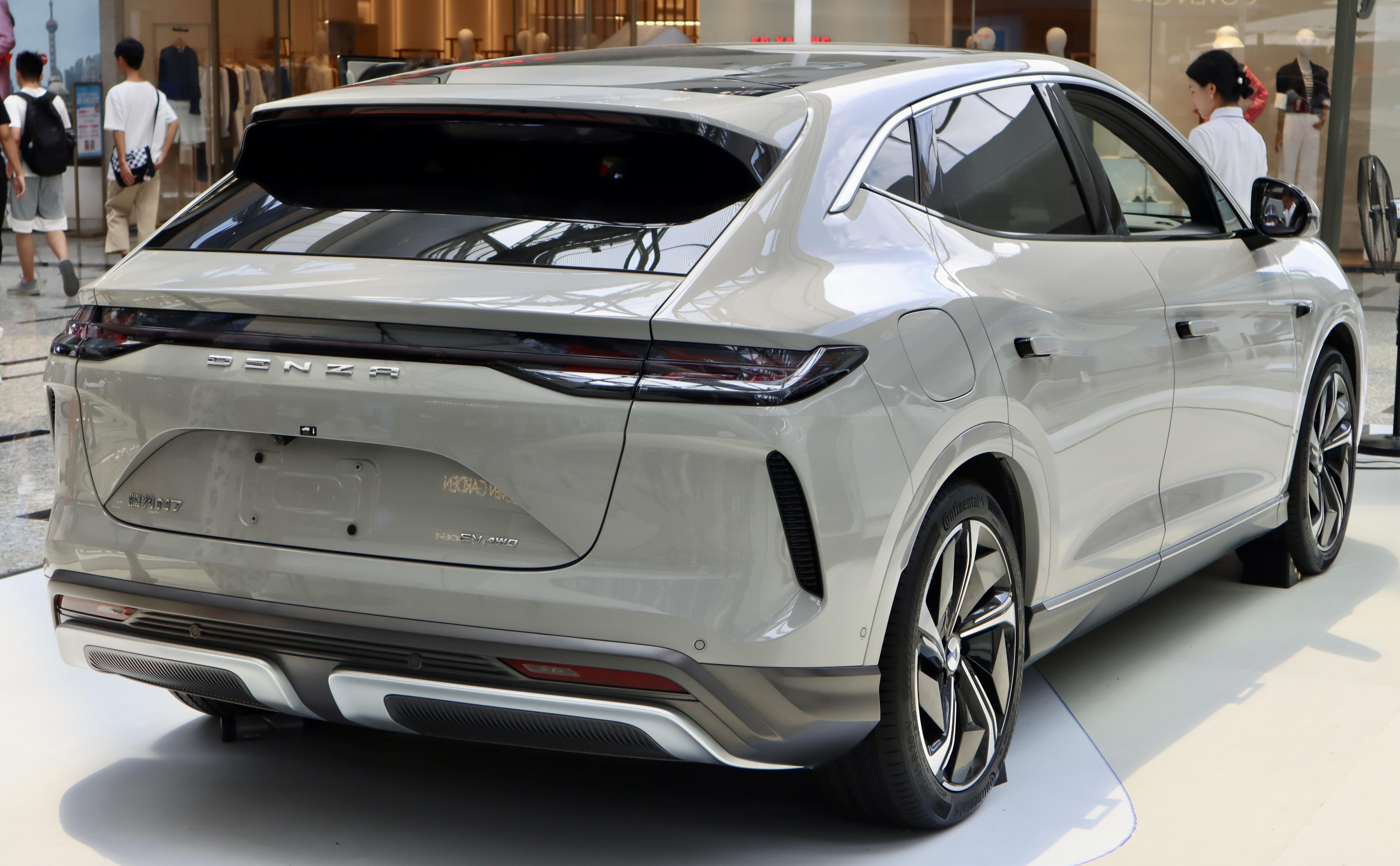
Denza N7 - tył

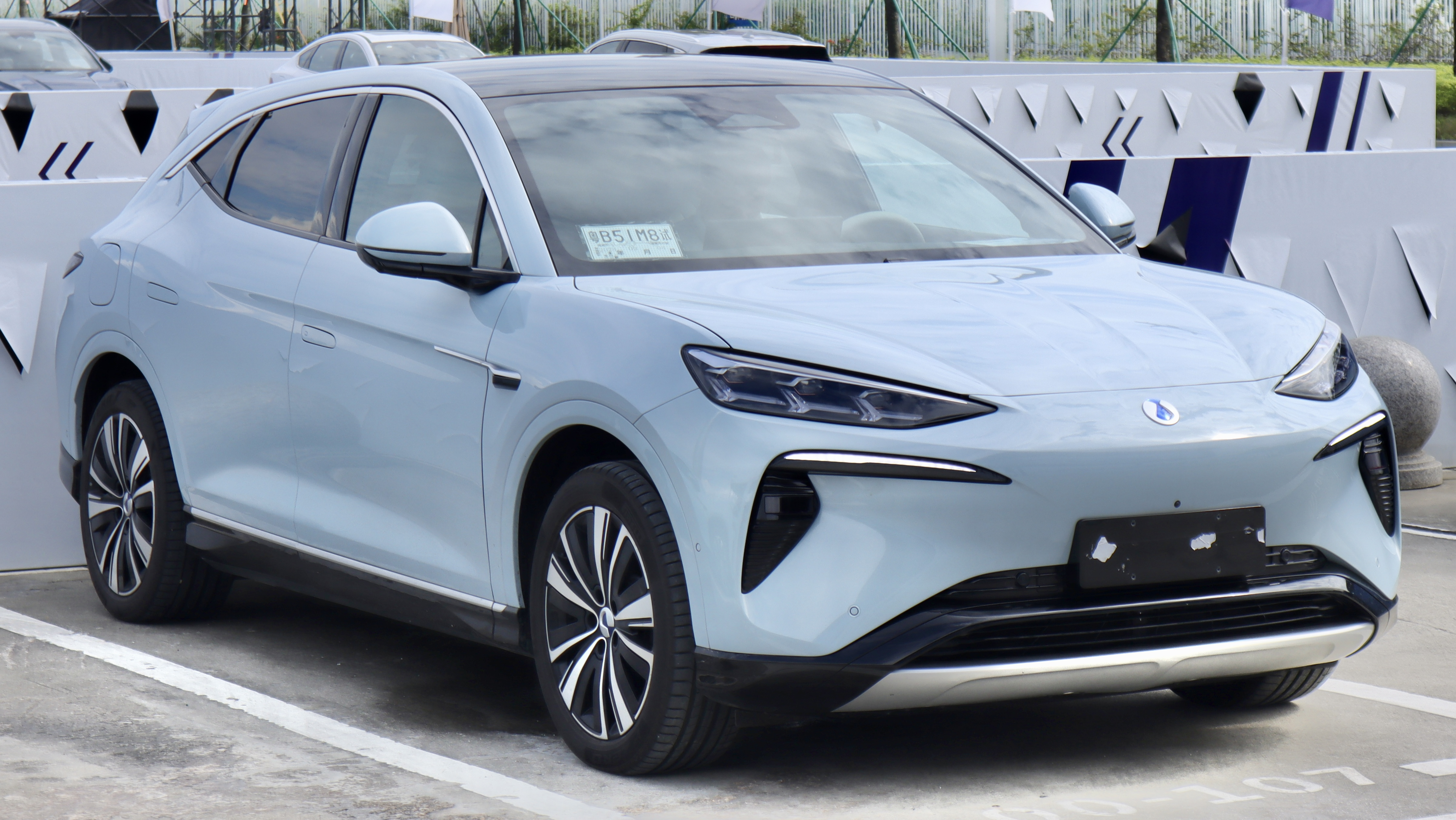
Denza N7 po liftingu

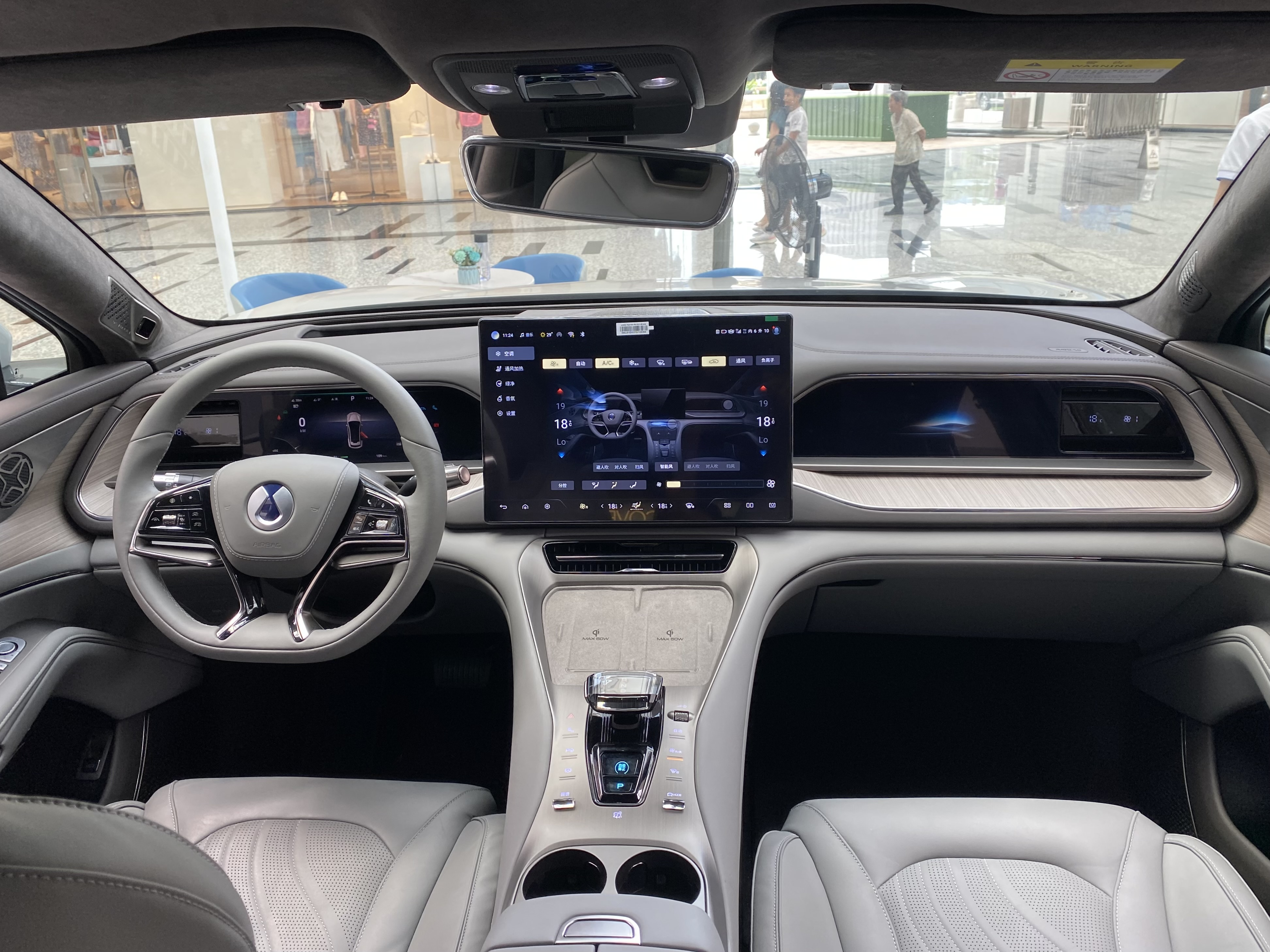
Denza N7 - kokpit

W sierpniu 2022 podczas międzynarodowych targów samochodowych Chengdu Auto Show chińska firma Denza przedstawiła prototyp Denza Inception Concept zwiastujący drugi model tworzący nową gamę modelową po restrukturyzacji. Koncepcja została wykorzystana w obszernym zakresie wobec seryjnego samochodu, który zadebiutował w marcu 2023 pod nazwą Denza N7. Przyjął on postać sportowo stylizowanego SUV-a Coupe z łagodnie poprowadzoną, opadającą ku tyłowi linią dachu.
Sylwetka Denzy N7 została wzbogacona licznymi przetłoczeniami i imitacją wlotów powietrza, jak i chowanymi klamkami oraz rozbudowanym przednim oświetleniem full LED. Dzięki zastosowaniu LIDAR-ów umieszczonych w strukturze nadwozia, Denza N7 umożliwia poruszanie się w trybie półautonomicznej jazdy. Producent zdecydował się na zastosowanie obustronnie rozlokowanych portów do ładowania układu elektrycznego, umieszczając je w tylnych błotnikach.
Kabina pasażerska utrzymana została w luksusowym wystroju, z masywną konsolą centralną idącą ku desce rozdzielczej. Utworzyły ją trzy wyświetlacze, z cyfrowym ekranem zegarów przed kierowcą i drugim wyświetlaczem przed pasażerem. Między nimi znalazł się duży, dotykowy ekran systemu multimedialnego. Do nagłośnienia wykorzystany został rozbudowany system francuskiej firmy Devialet.

### Lifting
Zaledwie rok po debiucie, w marcu 2024 roku Denza N7 przeszła pierwszą restylizację. Samochód zyskał przeprojektowany przedni zderzak, gdzie zniknęły nietypowo ukształtowane diody LED w kształcie rozległych bumerangów. Zamiast tego zastosowano oszczędniejszy projekt, z niewielkimi wlotami powietrza przy krawędziach zderzaka i niewielkie, poziome diody LED. Wprowadzono nowe kolory nadwozia, a dodatkowo wprowadzono nową, podstawową i słabszą odmianę napędową elektryczną z silnikiem o mocy 228 KM.

### Sprzedaż
Podobnie jak inne produkty firmy Denza, tak i SUV N7 opracowany został wyłącznie z myślą o rodzimym rynku chińskim. Dostawy pierwszych sztuk do nabywców wyznaczone zostały na drugą połowę 2023 roku, stanowiąc element szerzej zakrojonej ofensywy modelowej firmy. Samochód wywołał duże zainteresowanie wśród klientów, zdobywając 10,5 tysiąca zamówień w ciągu pierwszej doby od otwarcia listy.

### Dane techniczne
Podobnie jak minivan D9, tak i Denza N7 jest samochodem opracowanym z myślą o dwóch typach napędu: elektrycznym lub hybrydowym. Podstawowa odmiana elektryczna napędzana jest przez 313-konny silnik, z kolei topowa rozwija już moc 530 KM, z czego obie jednostki zapożyczone zostały z modelu BYD Seal. Wariant hybrydowy przyjął postać plug-in, z możliwością ładowania baterii z gniazdka z silnikiem spalinowym jako tzw. range extender.